# Писистрат
Писистра́т, сын Гиппократа (др.-греч. Πεισίστρατος) (ок. 602 до н. э., Афины — весна 527, там же) — афинский тиран в 560—527 до н. э. (с перерывами). Писистрат происходил из знатной семьи, родственной древним афинским царям. Между 565 и 560 годами до н. э. командовал афинскими войсками в афино-мегарской войне и нанёс мегарянам ряд поражений. В политической жизни Писистрат начинал свою карьеру в рядах сторонников Солона. Позднее создал свою региональную политическую группировку диакриев.
В 560 году до н. э., после получения от народа отряда телохранителей, первый раз захватил Акрополь и стал тираном. Однако аристократические группировки объединились и совместными усилиями изгнали тирана из Афин. Судя по всему, Писистрату позволили остаться в Бравроне, на территории афинского полиса. Через некоторое время между свергнувшими тирана аристократическими группировками начались распри, и лидер одной из них обратился за помощью к Писистрату. Он вновь стал тираном, но не смог надолго удержаться у власти. Не дожидаясь, пока его свергнут, удалился в изгнание. Во время десятилетнего изгнания он проводил активную деятельность, имевшую своей целью возвращение к власти. В 546 году до н. э. высадился в районе Марафона и вскоре занял Афины, без потерь устранив аристократическую оппозицию. Писистрат в третий раз и окончательно овладел тиранической властью в Афинах. Писистрат материально помогал крестьянам, обеспечивал заработок городской бедноте, проводил протекционистскую политику по отношению к торгово-ремесленным слоям и наладил хорошие отношения с аристократами. Опираясь на возросшее богатство Афин, приступил к проведению активной внешней политики, целью которой было распространение влияния афинского полиса во всей Греции. При нём в Афинах был введён ряд новых культов и празднеств. Он стремился сделать Афины крупным религиозным центром, что вызвало враждебность Дельф. Умер своей смертью в 527 году до н. э.

## Молодость и происхождение
Писистрат, сын Гиппократа, родился в Афинах около 602 года до н. э. Он был представителем знатной семьи, возводившей своё происхождение к иммигрантам из царского рода Нелеидов, бежавших из Пилоса в Аттику во время дорийского вторжения. Старший сын царя Нестора, Писистрат, и считался дальним предком афинского тирана. Писистратиды являлись родственниками афинских царей династии Кодридов-Медонтидов и, возможно, входили в их окружение. В 669/668 г. до н. э. представитель этого рода по имени Писистрат был архонтом-эпонимом.
Согласно легенде, передаваемой Геродотом, однажды отец Писистрата, Гиппократ, ещё до рождения сына, находился в Олимпии во время спортивных игр. Когда он приносил жертвы, котлы с жертвенным мясом вдруг вспыхнули сами собой, без всякого огня. Присутствовавший при этом спартанец Хилон посоветовал Гиппократу воздержаться от рождения детей. Гиппократ не послушался совета, и спустя какое-то время у него родился сын Писистрат.
Писистратиды имели свою резиденцию в Гиперакрии или Диакрии («Загорье») — регионе Аттики, располагавшемся на восточном побережье страны и отделённом горами от центральной афинской равнины. Главными центрами Диакрии являлись поселения Марафон и Браврон. Родовые поместья Писистратидов находились в Бравроне и окрестностях. Кроме того, в Диакрии располагалась резиденция рода Филаидов, с которыми у Писистратидов были неровные отношения. Вероятно, ко времени рождения Писистрата у его семьи был дом в городе, но факт его сельского происхождения делал его в глазах некоторых горожан чужаком. Однако его знатное происхождение, богатство, слава его предков должны были способствовать затмеванию в общественном сознании фактора происхождения из отдалённого дема.
Между 565 и 560 годами до н. э. Писистрат командовал афинскими войсками в афино-мегарской войне и нанёс мегарянам ряд поражений. В частности, он захватил Нисею, мегарскую гавань в Сароническом заливе. Успешная экспедиция способствовала увеличению популярности Писистрата. Однако через некоторое время афино-мегарский спор был вынесен на третейский суд Спарты. Права афинян отстаивал родственник будущего тирана Солон. Ему удалось добиться признания афинских прав на остров Саламин (из-за которого и началась война), но Нисея была оставлена мегарянам.
В политической жизни Писистрат начинал свою карьеру в рядах сторонников Солона. Региональные политические группировки диакриев (к которой принадлежал Писистрат) и паралиев были единой группировкой во главе с Алкмеонидом Мегаклом и противостояли педиеям во главе с Ликургом. Согласно Геродоту, Писистрат позже создал свою отдельную группировку диакриев. Аристотель описал политические взгляды каждой группировки: педиеи были олигархами, паралии — умеренными, а диакрии — демократами. Однако это анахронизм: идеологических группировок тогда ещё не было.

## Правление Писистрата

### Первая и вторая тирании
В 560 году до н. э. Писистрат въехал в повозке на афинскую агору, весь израненный, и заявил, что политические противники пытались его убить, когда он ехал в поле. На народном собрании Писистрат предложил дать ему отряд телохранителей. Античные авторы писали, что он сам себя изранил, чтобы потом захватить власть с помощью охранников. Многие современные историки принимают эту версию, другие полагают, что нападение врагов на Писистрата действительно имело место. Возможно, античная версия сложилась при афинской демократии и исходила из негативного отношения к тирании. Несмотря на противодействие Солона, постановление было принято.
Писистрату дали отряд телохранителей, вооружённых дубинами. Численность отряда разнится в источниках: от 50 до 300 человек. Вскоре с помощью них Писистрат беспрепятственно занял Акрополь и стал тираном. Вероятно, он стал тираном с санкции народа, то есть пришёл к власти вполне законно. Опорой его власти был не отряд дубинщиков, а санкция демоса. Охранники Писистрата не могли противостоять гоплитскому ополчению, и если бы народ не хотел тирании, Писистрат был бы низложен сразу же после захвата власти. Кроме того, что Акрополь имел важное религиозно-символическое значение, на нём когда-то находился дворец микенских царей.
Когда была установлена тирания, Солон попытался убедить сограждан выступить против Писистрата, но не имел успеха. В письме к Солону Писистрат попытался усмирить гнев первого и даже пригласил вернуться из изгнания, обещал защиту. Реакция аристократии на установление тирании Писистрата неизвестна. Аристократические лидеры Мегакл и Ликург, по-видимому, ещё не были сильно встревожены этим и оставались в полисе. Затем они объединились и совместными усилиями изгнали тирана из Афин. Судя по всему, Писистрату позволили остаться в Бравроне, на территории афинского полиса.
Через некоторое время между паралиями и педиеями начались распри, и Мегакл обратился за помощью к Писистрату. Они договорились о том, что Мегакл будет способствовать возвращению Писистрата к власти, а последний женится на дочери первого Кесире. Вероятно, Мегакл рассчитывал, что Писистрат станет послушным орудием в его руках.
Для возвращения Писистрата Мегакл нашёл некую женщину высокого роста и величественного вида по имени Фия (впоследствии ставшую женой сына Писистрата Гиппарха); одел её в доспехи, так что она должна была изображать богиню Афину, и в её сопровождении, как бы под покровительством самой богини, Писистрат торжественно въехал в город. Геродот считал этот трюк глупой уловкой и удивлялся, как это афиняне, слывшие самыми хитроумными из греков и свободными от «глупых суеверий», могли поддаться на такой обман. Аристотель также находил это странным. Некоторые современные учёные полагают, что в действительности этого трюка не было, а другие полагают, что это было некое театрализованное религиозное действо. Вероятно, здесь проявилась религиозность греков архаической эпохи, для которой было свойственно в некоторых случаях воспринимать человека как воплощение бога. Поэтому религиозные афиняне могли увидеть в Фии, — высокой красивой женщине, — воплощение Афины. Возможно, Писистрат воспроизводил древнюю и авторитетную религиозно-культурную модель «священного брака» героя с богиней, где в роли героя (скорее всего, Геракла) был сам Писистрат.
Писистрат вторично пришёл к власти и женился на дочери Мегакла. Он уже имел взрослых сыновей, которым хотел передать власть, и потому не хотел обзаводиться потомством от новой супруги. Также возможно, что Писистрат не хотел запятнать себя связью с женщиной из «осквернённого» рода (см. Килон). Согласно Геродоту, он жил с Кесирой «неестественным способом». Когда об этом узнал Мегакл, он посчитал себя обесчещенным и решил отомстить. Он помирился с Ликургом, и они задумали снова свергнуть тирана. Не дожидаясь, пока его свергнут, Писистрат удалился в изгнание. Вторая его тирания продолжалась недолго — меньше года; важную роль в управлении государством в это время играли Мегакл и Алкмеониды. На этот раз Писистрату пришлось покинуть и территорию афинского полиса. Возможно, враждебные ему аристократы оформили его изгнание как некую юридическую процедуру, подобную позднейшему остракизму. На афинской агоре археологами был найден черепок сосуда, аналогичный остраконам, на котором написано имя Писистрата. Современные исследователи высказывали несколько вариантов: одни полагали, что надпись относится к архонту 669/668 года до н. э., другие считали, что это тиран Писистрат, третьи полагали, что речь шла о внуке тирана Писистрате Младшем, якобы жившем в Афинах в начале V века до н. э..

### Изгнание
Второе изгнание Писистрата продолжалось десять лет (556—546 до н. э.). В изгнании он проводил активную деятельность, имевшую своей целью возвращение к власти. Сначала Писистрат отправился в Эретрию, затем основал поселение на побережье Термаикоса Рекел, где начал разрабатывать серебряные прииски, и принялся собирать помощь со своих союзников. За десять лет изгнания он накопил большую денежную сумму и стал готовиться к походу на Афины. На эти средства Писистрат навербовал отряд наёмников и, кроме того, получил помощь от союзников: из Фив ему прислали деньги; из Наксоса приплыл его сторонник Лигдамид с деньгами и людьми; из Аргоса пришёл отряд воинов, и в Эретрии к нему присоединились всадники-аристократы.
В 546 году до н. э. отряд Писистрата высадился в районе Марафона. Туда к нему начали стекаться его сторонники, прежде всего жители Диакрии. Некоторое время он пробыл там, укрепляя свои позиции. Стоявшая у власти аристократия проявляла странную пассивность: очевидно, она не была уверена в поддержке демоса. Когда в Афины пришла весть о том, что Писистрат двинулся на город, навстречу ему выступил отряд афинян. Оба войска встретились у местечка Палленида, где находилось святилище Афины. Там Писистрат получил благоприятное предсказание и двинулся в атаку. В это время афиняне отдыхали после завтрака: одни спали, а другие играли в кости. Нападение застало их врасплох, и они бросились бежать. Писистрат, чтобы не позволить им снова собраться вместе, отправил им вдогонку своих сыновей верхом на конях, которые убеждали бегущих не бояться и разойтись по домам. Афиняне послушались и разошлись. В этом рассказе, передаваемом в источниках, содержится некая насмешка крестьян над изнеженными горожанами. Отряд афинян состоял из аристократов, а народ был на стороне Писистрата. Вероятно, этот рассказ возник в среде дружеского тирану сельского населения. Писистрат в третий раз и окончательно овладел тиранической властью в Афинах.

### Третья тирания
Согласно античным источникам, первым делом Писистрат позаботился о собственной безопасности. Геродот писал, что он взял в заложники детей своих политических противников, не успевших бежать из страны вместе с Алкмеонидами, и отправил их на Наксос к Лигдамиду. Аристотель рассказал историю о разоружении Писистратом афинян:

…устроив смотр войска у Тесейона, он пробовал обратиться к народу с речью и говорил недолго. Когда же присутствующие стали говорить, что не слышат, он попросил их подойти к преддверью Акрополя, чтобы могли лучше слышать его. А в то время как он произносил свою речь, люди, специально получившие такое распоряжение, подобрав оружие, заперли его в близлежащем здании — Тесейоне — и, подойдя, знаком сообщили об этом Писистрату. Окончив говорить о других делах, он сказал и об оружии — что по поводу случившегося не надо ни удивляться, ни беспокоиться, но следует возвратиться по домам и заниматься своими делами, а обо всех общественных делах позаботится он сам.

Большинство современных учёных признают этот рассказ Аристотеля недостоверным.
Писистрат же, взяв в руки власть, управлял общественными делами скорее в духе гражданского равноправия, чем тирании... А руководил государственными делами Писистрат, как сказано, с умеренностью и скорее в духе гражданского управления, чем тиранически. Он был вообще гуманным и кротким человеком, снисходительным к провинившимся... Вообще простой народ он старался ничем не раздражать во время своего правления, но всегда обеспечивал мир и поддерживал спокойствие. Вот почему и говаривали часто, что «тирания Писистрата — это жизнь при Кроне» ... Но самым важным из всего сказанного было то, что он по своему характеру был демократичным и обходительным человеком. Во всех вообще случаях он хотел руководить всеми делами по законам, не допуская для себя никакого преимущества... За него стояло большинство как знатных, так и демократов.
В изгнание ушли Алкмеониды во главе с Мегаклом. За ними и многие аристократы, тяготившиеся тираническим режимом, покидали афинский полис. Оставшиеся в Афинах аристократы сотрудничали с тираном. Писистрат оставил в силе законы Солона и ничего в них не менял. По-прежнему действовали органы государственной власти. Однако тиран рекомендовал народу своих сторонников на должность архонта. Власть Писистрата никак не была юридически оформлена. Он правил как признанный харизматический лидер. Идеологической основой для его власти были религия и модель древней царской власти. У древних царей (басилеев) были три основные функции: военное руководство, судейство и культ.

### Внутренняя политика
Аристотель писал, что Писистрат давал беднякам ссуды, чтобы они могли прокормить себя, занимаясь земледелием. По его словам, это делалось для того, чтобы они, занятые хозяйством за городом, не имели ни времени, ни желания заниматься политикой. Аристотель видел в этом весь смысл внутренней политики тирана; это подтверждается в другом его рассказе, в котором говорится, что, придя к власти, Писистрат распустил народное собрание и закончил своё выступление призывом разойтись всем по домам, заняться своими делами и предоставить ему самому позаботиться об общественных делах. По мнению философа, Писистрат стремился отвлечь народ от политики и, таким образом, обеспечить свою безопасность. Поэтому он давал ссуды крестьянам и для этой же цели ввёл институт «судей по демам», чтобы крестьяне не отвлекались от сельских работ и не ездили в город из-за своих мелких тяжб. Мотивировка деполитизации граждан могла быть очень выгодной для тирана, так как, поддерживая крестьянство, он создавал себе прочную социальную базу, а, отвлекая народ от политики, укреплял свою власть. Писистрат в целом покровительствовал крестьянам. Аристотель писал, что Писистрат взимал десятину со всех доходов в стране. Скорее всего, эту десятину раньше взимали местные вожди-аристократы, а Писистрат её «перевёл на себя».
Также Писистрат покровительствовал и другим слоям народа. Широкая строительная деятельность тирана давала работу и заработок городской бедноте, а чеканка им собственной монеты с изображением Афины стимулировала товарно-денежное обращение в стране. Развитие денежной системы положительно влияло на создание внутреннего рынка и было выгодно для торгово-ремесленных слоёв. Вероятно, он проводил по отношению к ним протекционистскую политику. При Писистрате афинская экономика расцвела, Аттика стала крупным экспортёром оливкового масла и ремесленных изделий. Керамическое производство находилось в эпохе расцвета.
Писистрат материально помогал крестьянам, обеспечивал заработок городской бедноте, проводил протекционистскую политику по отношению к торгово-ремесленным слоям и наладил хорошие отношения с аристократами. Правление Писистрата часто называли «веком Кроноса», то есть «золотым веком». Писистрат установил в обществе мир и способствовал росту общественного благосостояния, при нём заметно улучшилось положение крестьянства и других слоёв простого народа, и город достиг экономического процветания. Писистрат установил политическое равенство граждан, в виде равенства всех перед законом.

### Внешняя политика
Писистрат, опираясь на возросшее богатство Афин, приступил к проведению активной внешней политики, целью которой было распространение влияния афинского полиса во всей Греции.
Тиран сохранял контроль над месторождениями серебра в устье реки Стримон. Город Сигей, основанный афинянами ещё в конце VII века до н. э., со временем был завоёван Митиленой. Писистрат лично возглавил поход, отвоевал Сигей и поставил там тираном своего третьего сына Гегесистрата. На противоположном берегу Геллеспонта, на полуострове Херсонес Фракийский, тираном стал афинянин Мильтиад, сын Кипсела. Таким образом, при Писистрате Афины стремились закрепиться в районе Черноморских проливов, контроль над которыми имел важное место в дальнейшей внешней политике афинян.
Тиран продолжал поддерживать союзнические отношения с Аргосом, Фивами, полисами Эвбеи, основанные на ксенических отношениях. Также были установлены дружественные связи с Фессалией, сильнейшим государством на севере Балканской Греции, и со Спартой, сильнейшим государством в Южной Греции.
На восточном направлении Писистрат стремился распространить свою власть над островами центральной части Эгейского моря (Кикладами), которые населяли ионийцы, считавшиеся родственным афинянам народом. По-видимому, вскоре после своего третьего прихода к власти он провёл морскую экспедицию на крупнейший из Кикладских островов — Наксос, целью которой было установление там тирании Лигдамида, который в 546 г. до н. э. поддержал Писистрата. Предприятие завершилось успешно для Писистрата. Скорее всего, в ходе той же экспедиции Писистрат установил свою власть и над Делосом. Этот остров имел большое религиозное значение для греков. После захвата Делоса афинский тиран осуществил там демонстративную культовую акцию — ритуальное очищение острова: с той его части, которая непосредственно прилегала к храму Аполлона, были удалены все погребения, а также, вероятно, выселены и жители. Однако усилившийся Самос во главе с тираном Поликратом помешал Писистрату установить гегемонию в Эгейском море.

### Религиозная политика
Некоторые учёные считают, что Писистрат и его сыновья принадлежали к мистическому религиозному течению орфиков. Однако орфизм в то время ещё не был строго оформленным течением. Для легитимизации своей власти Писистрат нередко обращался к помощи предсказателей. Известно, что при его дворе был Ономакрит — орфический экзегет и прорицатель. Тираны даже собирали на Акрополе большую коллекцию древних оракулов, пророчеств, предсказаний.
При Писистрате в Афинах был введён ряд новых культов и празднеств. Был учреждён самый крупный праздник в честь Диониса — Великие (Городские) Дионисии. Тиран сделал общеполисным культ Артемиды Бравронской, который он перенёс из Диакрии на Акрополь. В Элевсине был построен Телестерий, помещение для проведения мистерий.
Важное значение для Писистрата имел и культ Афины. На Акрополе был возведён её храм, ставший главной святыней полиса (Гекатомпедон). При Писистрате изображения на афинских монетах становятся единообразными: на лицевой стороне — голова Афины в профиль, на оборотной — сова, священная птица богини.
В последние годы жизни Писистрат задумал грандиозный религиозно-архитектурный проект храм Зевса Олимпийского, который планировалось построить на окраине Афин. Этот храм по своим размерам должен был стать крупнейшим храмом в Греции. Его строительство началось при Гиппии, в эпоху демократии стройка была заброшена, в эллинистическую эпоху работы ненадолго возобновились, и лишь во II веке храм был достроен.
Стремление Писистрата сделать Афины крупным религиозным центром вызвало вражду со стороны Дельф. Там обосновались Алкмеониды, противники Писистрата.
Писистрат умер в 527 году до н. э.

## Личная жизнь
Писистрат имел трёх жён. Первый брак был заключён в молодости, задолго до прихода к власти; имя жены неизвестно, сообщается только, что она была афинянкой. От этого брака родились два старших сына Писистрата, Гиппий и Гиппарх, и как минимум одна дочь. Так как в начале 50-х годов VI в. до н. э. Писистрат женился на Кесире из рода Алкмеонидов, его первой супруги или уже не было в живых, или она получила развод. Краткий брак с Кесирой был бездетен. Позже (скорее всего, во время своего второго изгнания из Афин) он женился на знатной аргивянке Тимонассе. Этот брак имел политический характер: его целью было установить дружественные отношения Афин с Аргосом. От этого брака у Писистрата родились ещё два сына, Гегесистрат (по прозвищу Фессал) и Иофонт.
После смерти Писистрата Гиппий унаследовал тираническую власть. Гиппарх был вторым лицом в государстве, ведавшим прежде всего культурной политикой. Гегесистрат оставался вассальным тираном Сигея. Иофонт, по-видимому, скончался раньше отца, так как сведений о его деятельности нет.

### Исследования
- Суриков И. Е. Глава III. Писистрат: парадокс «кроткого тирана» // Античная Греция: политики в контексте эпохи: архаика и ранняя классика. — М.: Наука, 2005. — С. 212—271. — ISBN 5-02-010347-0.
- Туманс Х. Рождение Афины. Афинский путь к демократии: от Гомера до Перикла (VIII—V вв. до н. э.). — СПб.: Гуманитарная Академия, 2002.
- Эндрюс А. Гл. 44: Тирания Писистрата. // Кембриджская история Древнего мира. — Т. III, ч. 3: Расширение греческого мира. — М., 2007.
- Льюис Д. М. Гл. 4: Тирания Писистратидов. // Кембриджская история Древнего мира. — Т. IV: Персия, Греция и Западное Средиземноморье ок. 525—479 гг. до н. э. — М., 2011.